# Carolyn Koons
Carolyn Koons är en amerikansk författare som arbetar/arbetade med ungdomar i en församling med att bland annat anordna läger. Hon undervisar blivande missionärer vid Azusa Pacific University, ett kristet universitet i Azusa i nordöstra Los Angeles i Kalifornien.